# Nealcidion elongatum
Nealcidion elongatum är en skalbaggsart som beskrevs av Monné 1998. Nealcidion elongatum ingår i släktet Nealcidion och familjen långhorningar. Inga underarter finns listade i Catalogue of Life.